# Leśny kompleks promocyjny
Leśny kompleks promocyjny – pilotażowy obszar wdrażania proekologicznej polityki leśnej państwa, obejmujący wybrane duży zwarty obszar leśny charakterystyczny dla danego obszaru. Jest jednostką funkcjonalną, nieposiadającą odrębnej administracji. Pierwsze leśne kompleksy promocyjne zostały powołane zarządzeniem dyrektora generalnego Lasów Państwowych nr 30 z dnia 19 grudnia 1994 r. Powołanie LKP nawiązywało do ustaleń „Szczytu Ziemi” w 1992 r. w Rio de Janeiro oraz deklaracji ministrów leśnictwa w sprawie ochrony lasów w Strasburgu w 1990 r. i w Helsinkach w 1993 r. Podstawą prawną ich powstania był statut Państwowego Gospodarstwa Leśnego Lasy Państwowe. Od roku 1997 leśne kompleksy promocyjne ustanawiane są na podstawie art. 13b, ust. 1
i art. 33, ust. 1 ustawy o lasach.
Celem ustanowienia leśnych kompleksów promocyjnych jest:
1. wszechstronne rozpoznanie stanu biocenozy leśnej na ich obszarze i warunków jej bytowania oraz trendów zachodzących w nich zmian;
2. trwałe zachowanie lub odtwarzanie naturalnych walorów lasu metodami racjonalnej gospodarki leśnej prowadzonej na podstawach ekologicznych;
3. integrowanie celów trwałej gospodarki leśnej i aktywnej ochrony przyrody;
4. promowanie wielofunkcyjnej i zrównoważonej gospodarki leśnej przy wykorzystaniu wsparcia finansowego ze środków krajowych i zagranicznych;
5. prowadzenie prac badawczych i doświadczalnictwa leśnego w celu wyciągnięcia wniosków dotyczących możliwości i warunków upowszechniania zasad ekorozwoju na całym obszarze działania Lasów Państwowych;
6. prowadzenie szkoleń Służby Leśnej i edukacji ekologicznej społeczeństwa.

Fragment zarządzenia nr 30 dyrektora generalnego LP z dnia 19.12.1994 r. w sprawie leśnych kompleksów promocyjnych.

## Leśne kompleksy promocyjne[2]
| Lp | Nazwa LKP                    | Województwo                     | Rok założenia | Powierzchnia [ha] |
| -- | ---------------------------- | ------------------------------- | ------------- | ----------------- |
| 1  | Puszcza Białowieska          | podlaskie                       | 1994          | 52 637            |
| 2  | Bory Tucholskie              | kujawsko-pomorskie              | 1994          | 84 140            |
| 3  | Lasy Gostynińsko-Włocławskie | kujawsko-pomorskie, mazowieckie | 1994          | 53 093            |
| 4  | Puszcza Kozienicka           | mazowieckie                     | 1994          | 30 435            |
| 5  | Lasy Janowskie               | lubelskie, podkarpackie         | 1994          | 31 620            |
| 6  | Bory Lubuskie                | lubuskie                        | 1994          | 32 134            |
| 7  | Lasy Beskidu Śląskiego       | śląskie                         | 1994          | 39 883            |
| 8  | Lasy Oliwsko-Darżlubskie     | pomorskie                       | 1996          | 40 907            |
| 9  | Puszcze Szczecińskie         | zachodniopomorskie              | 1996          | 61 070            |
| 10 | Lasy Rychtalskie             | dolnośląskie, wielkopolskie     | 1996          | 47 992            |
| 11 | Lasy Birczańskie             | podkarpackie                    | 2001          | 29 578            |
| 12 | Lasy Mazurskie               | warmińsko-mazurskie             | 2002          | 118 216           |
| 13 | Lasy Spalsko-Rogowskie       | łódzkie                         | 2002          | 34 950            |
| 14 | Lasy Beskidu Sądeckiego      | małopolskie                     | 2004          | 32 051            |
| 15 | Lasy Środkowopomorskie       | pomorskie, zachodniopomorskie   | 2004          | 56 614            |
| 16 | Sudety Zachodnie             | dolnośląskie                    | 2004          | 22 866            |
| 17 | Puszcza Notecka              | wielkopolskie, lubuskie         | 2004          | 137 229           |
| 18 | Puszcza Świętokrzyska        | świętokrzyskie                  | 2004          | 76 885            |
| 19 | Lasy Warszawskie             | mazowieckie                     | 2005          | 52 099            |
| 20 | Lasy Bieszczadzkie           | podkarpackie                    | 2011          | 69 532            |
| 21 | Lasy Doliny Baryczy          | dolnośląskie                    | 2011          | 42 379            |
| 22 | Lasy Elbląsko-Żuławskie      | pomorskie, warmińsko-mazurskie  | 2011          | 18 827            |
| 23 | Lasy Olsztyńskie             | warmińsko-mazurskie             | 2011          | 35 310            |
| 24 | Puszcza Knyszyńska           | podlaskie                       | 2011          | 62 319            |
| 25 | Puszcza Niepołomicka         | małopolskie                     | 2011          | 10 926            |
|    | RAZEM                        | RAZEM                           | RAZEM         | 1 273 692         |